# Roots reggae
Roots reggae je podžanr reggaea. Bavi se svakodnevnim životima i težnjama umjetnika koji ih izvode, uključujući i duhovnu stranu rastafarijanstva te štovanjem Boga kojeg su rastafarijanci zvali Jah. Također se ovaj glazbeni pravac identificira s patnicima iz geta i seoskom sirotinjom. Lirske teme obuhvaćaju duhovnost i religiju, siromaštvo, crnački ponos, društvena pitanja, otpor vlastima i rasnu represiju te repatriranje crnaca u Afriku.

## Povijest
Utjecaj rastafarijanskog pokreta koji je rastao nakon što je etiopski car Haile Selassie posjetio Jamajku 1966. godine odigrao je glavnu ulogu u razvitku roots reggaea. Duhovne teme su se uobičajile u stihovima reggae pjesama prema kraju 1960-ih. U važna prva izdanja roots reggaea spadaju Blood & Fire Winstona Holnessa iz 1970. te Conquering Lion Yabbyja Youa iz 1972. godine. Politički nemiri su također odigrali svoju ulogu, a išli su uz izbornu kampanju Michaela Manleya 1972. godine u kojoj je Manley ciljao na potporu jamajčkim zajednicama iz geta. Nasilje koje je raslo, zajedno s oporbenim političkim strankama također je bila tema stihovima, što je razvidno u skladbama Juniora Marvina Police & Thieves i Two Sevens Clash sastava Culture.

## Vanjske poveznice
- Roots-Archives  Arhivirana inačica izvorne stranice od 7. studenoga 2006. (Wayback Machine) Baza podataka o jamajčanskoj roots reggae glazbi od 1970. do 1985.
- Strictly Vibes Baza podataka roots reggae glazbe